# AVN Awards - Sex Scene

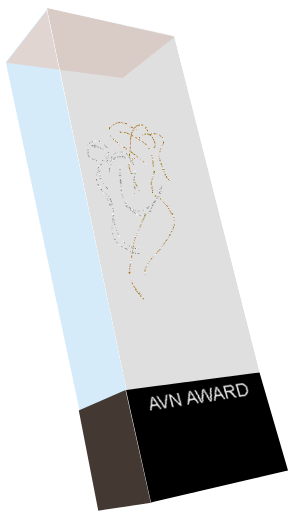
Trofeo degli "AVN Awards"

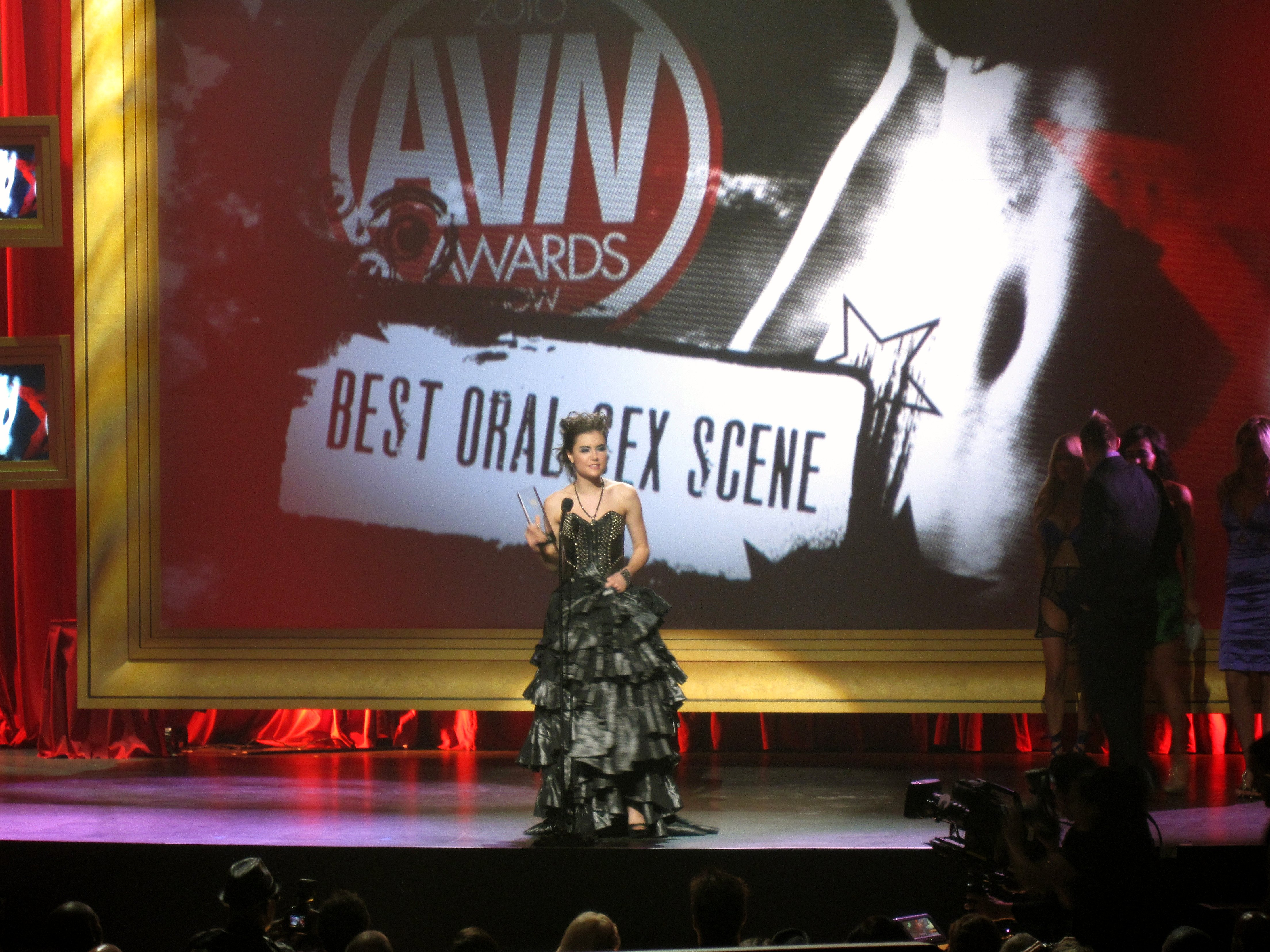
Sasha Grey ritira il premio per la miglior scena di sesso orale.

Gli AVN Sex Scene Awards sono i premi cinematografici, presentati e sponsorizzati dalla rivista AVN, che premiano i singoli attori e attrici pornografici che si ritiene abbiano espresso le migliori performance pornografiche dell'anno all'interno di una singola scena. Sono suddivisi in varie categorie:
- All-Girl
- Anal
- Blowbang
- Boy/Girl
- Double-Penetration
- Gangbang
- Girl/Girl

- Foreign-Shot All-Girl
- Foreign-Shot Anal
- Foreign-Shot Boy/Girl
- Foreign-Shot Group
- Group
- Oral
- POV

- Quarantine
- Three-Way – B/B/G
- Three-Way – G/G/B
- Transgender Group
- Transgender One-on-One
- Virtual Reality
- Outrageous

## Edizione 2024
| Premio                       | Vincitore 2024                                                                                  | Titolo                                                    |
| ---------------------------- | ----------------------------------------------------------------------------------------------- | --------------------------------------------------------- |
| All-Girl                     | Blake Blossom Vanessa Sky, Aidra Fox                                                            | Lesbian Threesome Scene 3                                 |
| Anal                         | Vanna Bardot Maximo Garcia                                                                      | Influence: Vanna Bardot - Part 1                          |
| Blowbang                     | Vicki Chase                                                                                     | Mouths of Babes Part 1 / Up to and Including Her Limits 3 |
| Boy/Girl                     | Violet Myers Chris Diamond                                                                      | She Ruined Me                                             |
| Double-Penetration           | Vanna Bardot Alex Jones, Dante Colle                                                            | Influence: Vanna Bardot Part 3                            |
| Gangbang                     | Angela White Alex Mack Eddie Jaye Vince Karter Will Pounder Scotty P John Strong Mazee the Goat | Angela White: Unbound Part 4                              |
| Girl/Girl                    | Vanna Bardot Liz Jordan                                                                         | Punch                                                     |
| Foreign-Shot All-Girl        | Little Caprice Eva Elfie                                                                        | Dollhouse 2                                               |
| Foreign-Shot Anal            | Vanessa Alessia Vince Karter                                                                    | In Vogue Part 2                                           |
| Foreign-Shot Boy/Girl        | Mia Nix Chris Diamond                                                                           | Secret Side                                               |
| Foreign-Shot Group           | Little Caprice Rika Fane, Stanley Johnson, Marcello Bravo                                       | Newly Engaged Swingers                                    |
| Group                        | Gianna Dior Kylie Rocket, Richard Mann Dwayne Fox                                               | All For Us / Blacked Raw V70                              |
| Oral                         | Kira Noir Tommy Pistol                                                                          | Machine Gunner - Episode 3                                |
| POV                          | Angel Youngs Mr Lucky                                                                           | Big Tit Teen Angel Youngs Creampie                        |
| Tag-Team                     | Kira Noir Charles Dera, Scott Nails                                                             | Machine Gunner - Episode 2                                |
| Three-Way Sex Scene          | Jane Wilde Avery Black, Troy Francisco                                                          | All In / Three                                            |
| Transgender Group            | Izzy Wilde Lola Morena, Billie Beauomont                                                        | Horny Golden Goddesses/ Tantalizing Threesome 2           |
| Transgender One-on-One       | Kasey Kei Casey Calvert                                                                         | Muses: Kasey Kei                                          |
| Virtual Reality              | Blake Blossom Angel Youngs, Tru Kait John Strong                                                | Mile High Club                                            |
| Virtual Reality - One-on-One | Blake Blossom Ryan Driller                                                                      | Dante's Inferno: BeatriceA XXX Parody                     |
| Virtual Reality - Trans VR   | Emma Rose Dante Colle                                                                           | Measure Me                                                |
| Outrageous                   | Ana Foxxx Tommy Pistol                                                                          | Raining Blood                                             |